# Klub Posłów Wojskowych
Klub Posłów Wojskowych – klub poselski funkcjonujący w Sejmie kontraktowym. Skupiał 7 posłów będących wysokimi oficerami ludowego Wojska Polskiego, wszyscy uzyskali mandaty poselskie z puli Polskiej Zjednoczonej Partii Robotniczej. Przewodniczącym KPW był Zbigniew Puzewicz, ponadto należeli do niego Józef Błaszczyk, Henryk Chmielewski, Tadeusz Jemioło, Piotr Kołodziejczyk, Zenon Kułaga i Ryszard Jan Zieliński. Klub Posłów Wojskowych funkcjonował do końca X kadencji.